# ليوبولدو لوجونس
ليوبولدو لوجونس (بالإسبانية:Leopoldo Lugones) شاعر وصحفي وسياسي وكاتب مقال أرجنتيني، ولد في قرطبة فيالأرجنتين في 13 يونيو 1874. وينتمي لتيار الحداثة، وكتب في مجالات القصة القصيرة والشعر والمقال والرواية. وتوفي في بوينس آيرس في الأرجنتين في 18 فبراير 1938.
بدأ حياته الفنية بديوان ” الجبال الذهبية ” 1897، وأتبعه بديوان ” أوقات السحر في الحديقة ” 1905، و” التقويم العاطفي ” 1909. تحول في السنوات الاخيرة إلى الواقعية، وغلبت النزعة الهجائية على قصائده، كما في ” أغنيات عصرية ” 1910، دعم المعاني الوطنية في مجموعاته، ومنها قصائد ” البيت الريفي” 1928، له أيضاً مؤلفات تاريخية لاقت نجاحاً كبيراً، ومنها “تاريخ سارمينتو” 1911.

## روابط خارجية
- ليوبولدو لوجونس على موقع الموسوعة البريطانية (الإنجليزية)